# غيلبرتو لوبيز
غيلبرتو لوبيز هو منافس ألعاب قوى برازيلي، ولد في 30 مايو 1989.

## وصلات خارجية
- غيلبرتو لوبيز على موقع الاتحاد الدولي لألعاب القوى (الإنجليزية)